# Lake Forest (Illinois)
Lake Forest is een plaats (city) in de Amerikaanse staat Illinois, en valt bestuurlijk gezien onder Lake County.

## Demografie
Bij de volkstelling in 2000 werd het aantal inwoners vastgesteld op 20.059. In 2006 is het aantal inwoners door het United States Census Bureau geschat op 21.320, een stijging van 1261 (6,3%).

## Geografie
Volgens het United States Census Bureau beslaat de plaats een oppervlakte van 43,8 km², waarvan 43,7 km² land en 0,1 km² water.

## Plaatsen in de nabije omgeving
De onderstaande figuur toont nabijgelegen plaatsen in een straal van 8 km rond Lake Forest.

## Geboren
- Matt Grevers (26 maart 1985), zwemmer
- Charlie Houchin (3 november 1987), zwemmer